# Hiéroglyphe égyptien O47
Pour les articles homonymes, voir Téménos.

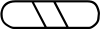

Le téménos, en hiéroglyphes égyptiens, est classifié dans la section O « Bâtiments, parties de bâtiments etc. » de la liste de Gardiner ; il y est noté O47.

## Représentation
Il représente le téménos préhistorique de la ville de Nekhen. Les traits à l'intérieur représentent peut-être des murs ou des fossés. Il est translittéré Nḫn.

## Utilisation
| O48 |

| O48 |

| O47 · O49 | / | O47 · Z1 | pr |

| O47 · O49 | / | O47 · Z1 | pr |